# بوينغ فانتوم أي
طائرة بوينج فانتوم أي (عين الشبح) هي طائرة من دون طيار تستطيع الطيران على علو وفائقة التحمل تعمل على طاقة الهيدروجين السائل انتجتها شركة ا بوينج فانتوم. وكانت الطائرة هي اقتراح من شركة بوينغ لتلبية طلبات الولايات المتحدة العسكرية لطائرات بدون طيار مصممة لتوفير استخبارات واستطلاعات متقدمة بحسب طبيعة ظروف القتال في أفغانستان على وجه الخصوص. في آب / أغسطس 2016, تم تفكيك الطائرة من أجل عرضها في معرض سلاح الجو الأميريكي